# Pernárec
Pernárec (německy Bernhards či Bernharts) je zaniklá vesnice v katastru Starého Města pod Landštejnem v okrese Jindřichův Hradec. První písemná zmínka o obci pochází z roku 1579. Pravděpodobně spadala pod dominium Landštejn. Ze sčítání obyvatel, které probíhalo na Novobystřicku roku 1910, vyplývá, že se v této vsi nacházelo 14 domů, které obývalo 61 německých obyvatel. Vesnice náležela k farnímu i poštovnímu úřadu ve Starém Městě pod Landštejnem.
Pernárec je také název katastrálního území o rozloze 1,57 km2.

## Odsun Němců v roce 1945
Dne 28. května 1945 ve 14:30 h přijela do vsi nákladní auta plně obsazená partyzány pod vedením F. Tupého. Do deseti munut se museli všichni obyvatelé shromáždit na návsi. Mohli mít zavazadlo, které vážilo maximálně 30 kg, a měli 30 minut na to opustit obec a přejít do Rakouska.

Začátkem 50. let 20. století byla vesnice vysídlena a v souvislosti s budováním hraničního pásma byla následně srovnána se zemí. Nedaleko bývalé vesnice se nacházelo stanoviště pohraniční stráže.